# Épée papillon
Pour les articles homonymes, voir Papillon (homonymie).
Ne pas confondre avec le balisong philippin, aussi appelé couteau papillon.

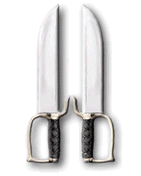
Une paire de couteaux papillon.

Les épée papillon (du chinois simplifié : 蝴蝶双刀 ; chinois traditionnel : 蝴蝶雙刀 ; pinyin : húdié shuāng dāo ; litt. « paire de couteaux papillon », ou encore 双叉刀, shuāng chā dāo, « paire de couteaux-fourches »), également appelé épée papillon, est un petit dao (couteau), lame à tranchant unique, originaire du Sud de la Chine, quoiqu'on l'ait également utilisé dans le Nord.
Il s'agirait d'une dérive de la paire de sabres courts chinois utilisée principalement en campagne avant de venir dans la province du Fujian, côtière, puis dans l'île de Hong Kong et celle de Taïwan.

## Histoire
Selon les historiens, les premiers couteaux papillon sont des armes tardives dont les premiers modèles dateraient de la fin du XVIIIe siècle. Ces armes se seraient démocratisées à partir de la deuxième guerre de l'opium, aux environs de 1840, même si des modèles commencent à rejoindre les collections occidentales à partir de 1820. L'apparition du terme couteau papillon, dans sa traduction actuelle, est tardive, les Occidentaux se contentant de les désigner comme sabres doubles.
Selon la tradition, il existe plusieurs légendes décrivant l'origine des couteaux papillons.
Selon l'une d'elles, les couteaux papillon seraient l'évolution des couteaux d'appontage des bateliers de Hong Kong (jonques rouges des hakkas). Ces couteaux auraient servi à trancher les cordages ou ouvrir les sacs des cargaisons. Cette théorie est cohérente, ces couteaux étant très populaires dans le sud de la Chine où la piraterie était importante.
Lors du passage de ce wushu sur les canaux des jonques fleuries, la paire de sabres a été assimilée à une paire de couteaux déjà existante : ce fameux couteau papillon chinois avec son ergot pour dénouer en force le nœud d'appontage quand la femme doit agir seule sans l'aide d'un homme. En cas de fuite immédiate en jonque, la largeur du couteau papillon permet de trancher la corde sans attendre de défaire le nœud. D'origine, la paire était et reste de sabres courts mais la pratique de ces lames est quasiment la même. [incompréhensible]
Une autre légende fait remonter l'usage de ces couteaux au temple de Shaolin. Les couteaux papillon auraient été les seules armes blanches que les moines auraient eu le droit d'utiliser, mais cette légende, quoique répandue, ne s'appuie sur aucun élément historique solide.

## Description

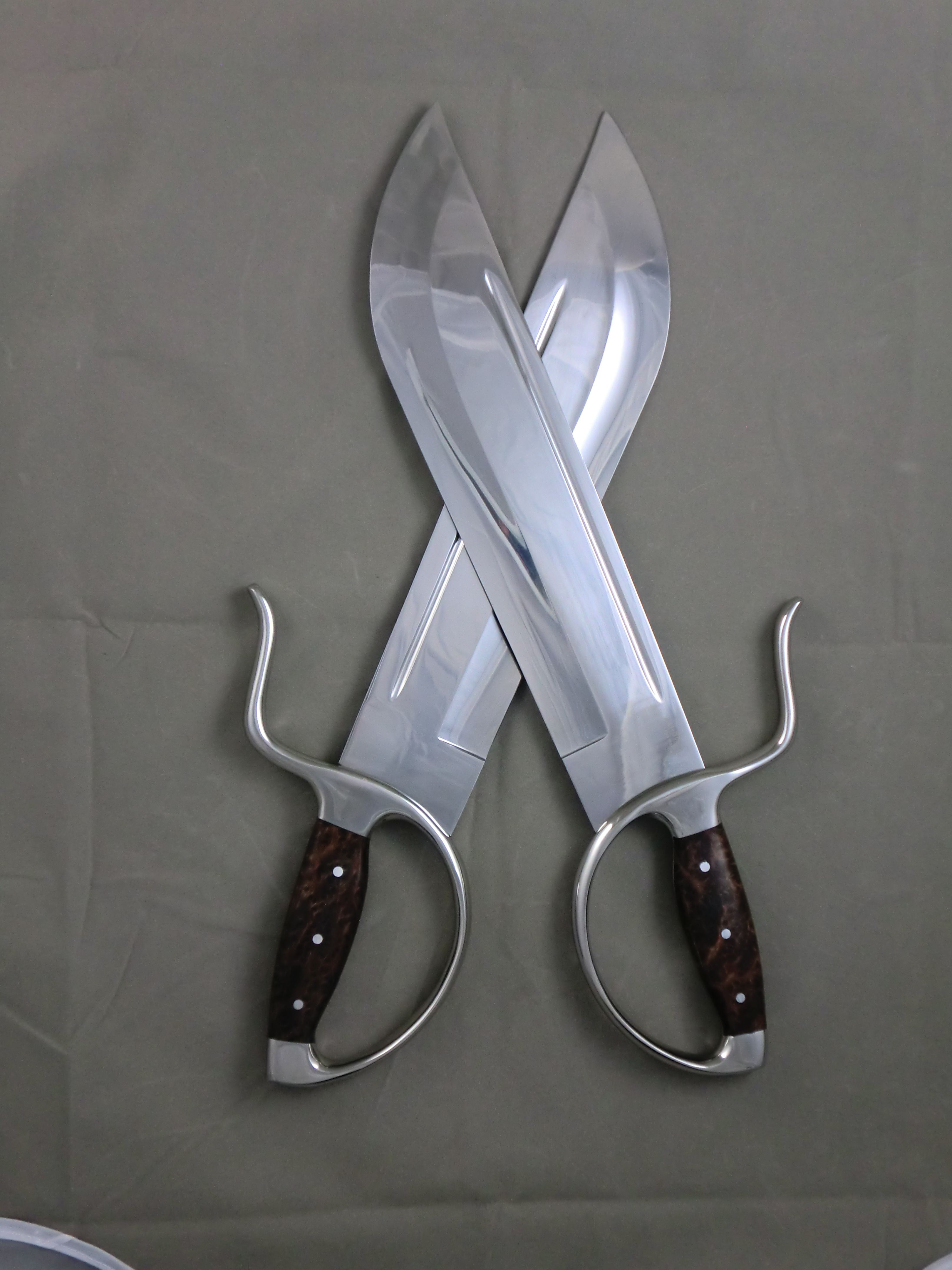
Version utilisée dans le wing chun

La longueur de la lame est approximativement celle de l'avant-bras, pour une dissimulation facile dans les manches ou dans les bottes[réf. nécessaire], et une plus grande maniabilité. La forme de la lame est variable suivant l'origine et l'époque, mais elle est généralement épaisse, affûtée d'un seul côté. C'est une lame lourde pour sa taille, en acier carbone pour les armes anciennes ou haut de gamme, en inox ou en aluminium léger pour les armes d'entraînement modernes.
Généralement, la lame d'un couteau papillon est affûtée seulement à moitié, du milieu de la lame jusqu'à son extrémité, le restant de la lame restant brut, ce qui permet de bloquer les coups en réduisant les risques de dommages au fil de la lame.
Le couteau papillon est généralement manié par paire, mais des clichés anciens montrent aussi un usage à un seul couteau, complété d'un bouclier. Dans le même esprit, ils sont généralement placés côte à côte dans le même fourreau. Le couteau a aussi une garde en D pour protéger les mains de l'utilisateur. La garde est généralement prolongée par un crochet.

## Usage
La paire de sabres courts (短双刀, duăn shuāng dāo) offre une grande maniabilité. Il est très facile de changer de trajectoire au milieu d'une frappe et l'usage de deux armes permet de frapper et se protéger simultanément. 
Le crochet arrière permet de bloquer les coups, mais aussi d’agripper les armes adverses par torsion du poignet. On s'en sert aussi pour faciliter le changement de garde.
La garde en D peut aussi être utilisée comme poing américain. Les couteaux papillons sont utilisés dans différents arts martiaux chinois, notamment le wing chun, le lau gar, et le hung gar. Les couteaux papillons font partie des 18 armes traditionnelles utilisées dans la pratique du Wushu.
Les couteaux papillons sont vus par beaucoup d'artistes chinois d'arts martiaux comme l'arme chinoise la plus polyvalente et celle présentant le meilleur compromis des caractères offensif et défensif ; avec beaucoup plus de possibilités qu'une arme simple[réf. nécessaire].

## Culture populaire
- Kano, utilise ce type d'arme dans la saga des jeux vidéo de Mortal Kombat.